# Leichtathletik-Europameisterschaften 2014/4 × 100 m der Frauen

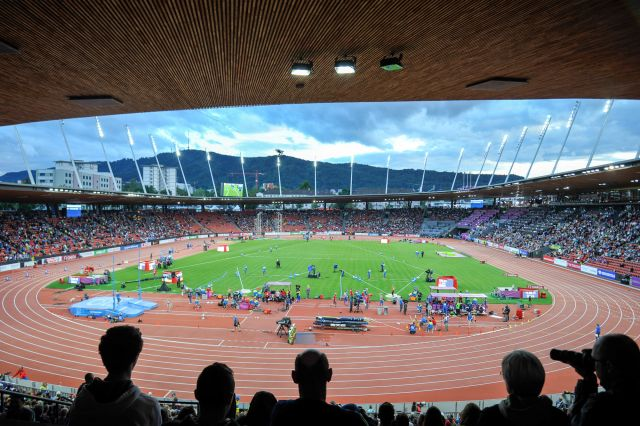
Das Letzigrund-Stadion während der Europameisterschaften 2014

Die 4-mal-100-Meter-Staffel der Frauen bei den Leichtathletik-Europameisterschaften 2014 wurde am 16. und 17. August 2014 im Letzigrund-Stadion von Zürich ausgetragen.
Europameister wurde Großbritannien in der Besetzung Asha Philip, Ashleigh Nelson. Jodie Williams (Finale) und Desiree Henry sowie der im Vorlauf außerdem eingesetzten Anyika Onuora.
Den zweiten Platz belegte Frankreich (Céline Distel-Bonnet, Ayodelé Ikuesan, Myriam Soumaré, Stella Akakpo).
Bronze ging an Russland mit Marina Pantelejewa, Natalja Russakowa, Jelisaweta Sawlinis und Kristina Siwkowa.
Auch die nur im Vorlauf eingesetzten Läuferinnen erhielten entsprechendes Edelmetall.

## Rekorde

### Bestehende Rekorde
| Weltrekord           | 40,82 s | USA (Tianna Madison, Allyson Felix, Bianca Knight, Carmelita Jeter) | OS London, Großbritannien | 10. August 2012   |
| Europarekord         | 41,37 s | DDR (Gesine Walther, Sabine Rieger, Ingrid Auerswald, Marlies Göhr) | Canberra, Australien      | 16. Oktober 1985  |
| Meisterschaftsrekord | 41,68 s | DDR (Silke Möller, Katrin Krabbe, Kerstin Behrendt, Sabine Günther) | EM Split, Jugoslawien     | 1. September 1990 |

Der bestehende EM-Rekord wurde bei diesen Europameisterschaften nicht erreicht. Die schnellste Zeit erzielte Europameister Großbritannien im Finale mit 42,24 min, womit das Quartett 56 Hundertstelsekunden über dem Rekord blieb. Zum Europarekord fehlten 87 Hundertstelsekunden, zum Weltrekord 1,42 s.

### Verbesserungen von Rekorden und Bestleistungen
Zweimal wurde die Europajahresbestleistung verbessert und es gab vier neue Landesrekorde.
- Europajahresbestleistungen:
  - 42,29 s – Frankreich (Céline Distel-Bonnet, Ayodelé Ikuesan, Myriam Soumaré, Stella Akakpo Gueï), erster Vorlauf am 16. August
  - 42,24 s – Großbritannien (Asha Philip, Ashleigh Nelson, Jodie Williams, Desiree Henry), Finale am 17. August
- Landesrekorde:
  - 43,81 s – Griechenland (Georgia Kokloni, Elisavet Pesiridou, Andriana Ferra, Maria Belimbasaki), erster Vorlauf am 16. August
  - 43,84 s – Irland (Amy Foster, Kelly Proper, Sarah Lavin, Phil Healy), zweiter Vorlauf am 16. August
  - 43,84 s – Norwegen (Isabelle Pedersen, Christine Bjelland Jensen, Elisabeth Slettum, Ezinne Okparaebo), zweiter Vorlauf am 16. August
  - 42,24 s – Großbritannien (Asha Philip, Ashleigh Nelson, Jodie Williams, Desiree Henry), Finale am 17. August

## Legende
Kurze Übersicht zur Bedeutung der Symbolik – so üblicherweise auch in sonstigen Veröffentlichungen verwendet:
| NR  | Nationaler Rekord                        |
| EL  | Europajahresbestleistung                 |
| DNF | Wettkampf nicht beendet (did not finish) |
| IWR | Internationale Wettkampfregeln           |
| TR  | Technische Regeln                        |

## Vorrunde
16. August 2014, 15:10 Uhr
Die Vorrunde wurde in zwei Läufen durchgeführt. Die ersten drei Staffeln pro Lauf – hellblau unterlegt – sowie die darüber hinaus zwei zeitschnellsten Teams – hellgrün unterlegt – qualifizierten sich für das Finale.

### Vorlauf 1
| Platz | Staffel      | Besetzung                                                           | Zeit (s) |
| ----- | ------------ | ------------------------------------------------------------------- | -------- |
| 1     | Frankreich   | Céline Distel-Bonnet Ayodelé Ikuesan Myriam Soumaré Stella Akakpo   | 42,29 EL |
| 2     | Niederlande  | Madiea Ghafoor Dafne Schippers Tessa van Schagen Jamile Samuel      | 42,77    |
| 3     | Schweiz      | Mujinga Kambundji Marisa Lavanchy Ellen Sprunger Léa Sprunger       | 42,98    |
| 4     | Italien      | Marzia Caravelli Irene Siragusa Martina Amidei Audrey Alloh         | 43,29    |
| 5     | Schweden     | Irene Ekelund Isabelle Eurenius Daniella Busk Pernilla Nilsson      | 43,80    |
| 6     | Griechenland | Georgia Kokloni Elisavet Pesiridou Andriana Ferra Maria Belimbasaki | 43,81 NR |
| 7     | Finnland     | Milja Thureson Hanna-Maari Latvala Minna Laukka Nooralotta Neziri   | 44,22    |
| 8     | Spanien      | María Isabel Pérez Alba Fernández Estela García Cristina Lara       | 44,68    |

### Vorlauf 2
| Platz | Staffel        | Besetzung                                                                      | Zeit (s) |
| ----- | -------------- | ------------------------------------------------------------------------------ | -------- |
| 1     | Großbritannien | Asha Philip Ashleigh Nelson Anyika Onuora (Vorlauf) Desiree Henry              | 42,62    |
| 2     | Ukraine        | Ksenija Karandjuk Natalija Strohowa Olessja Powch Natalija Pohrebnjak          | 43,37    |
| 3     | Russland       | Marina Pantelejewa Natalja Russakowa Jelisaweta Sawlinis Kristina Siwkowa      | 43,47    |
| 4     | Irland         | Amy Foster Kelly Proper Sarah Lavin Phil Healy                                 | 43,84 NR |
| 5     | Norwegen       | Isabelle Pedersen Christine Bjelland Jensen Elisabeth Slettum Ezinne Okparaebo | 44,29 NR |
| 6     | Bulgarien      | Karin Okoliye Inna Eftimowa Maria Dankowa Iwet Lalowa                          | 44,53    |
| 7     | Kroatien       | Ivana Lončarek Lucija Pokos Kristina Dudek Nika Župa                           | 45,47    |
| DNF   | Deutschland    | Josefina Elsler Rebekka Haase Tatjana Pinto Verena Sailer                      |          |

## Finale

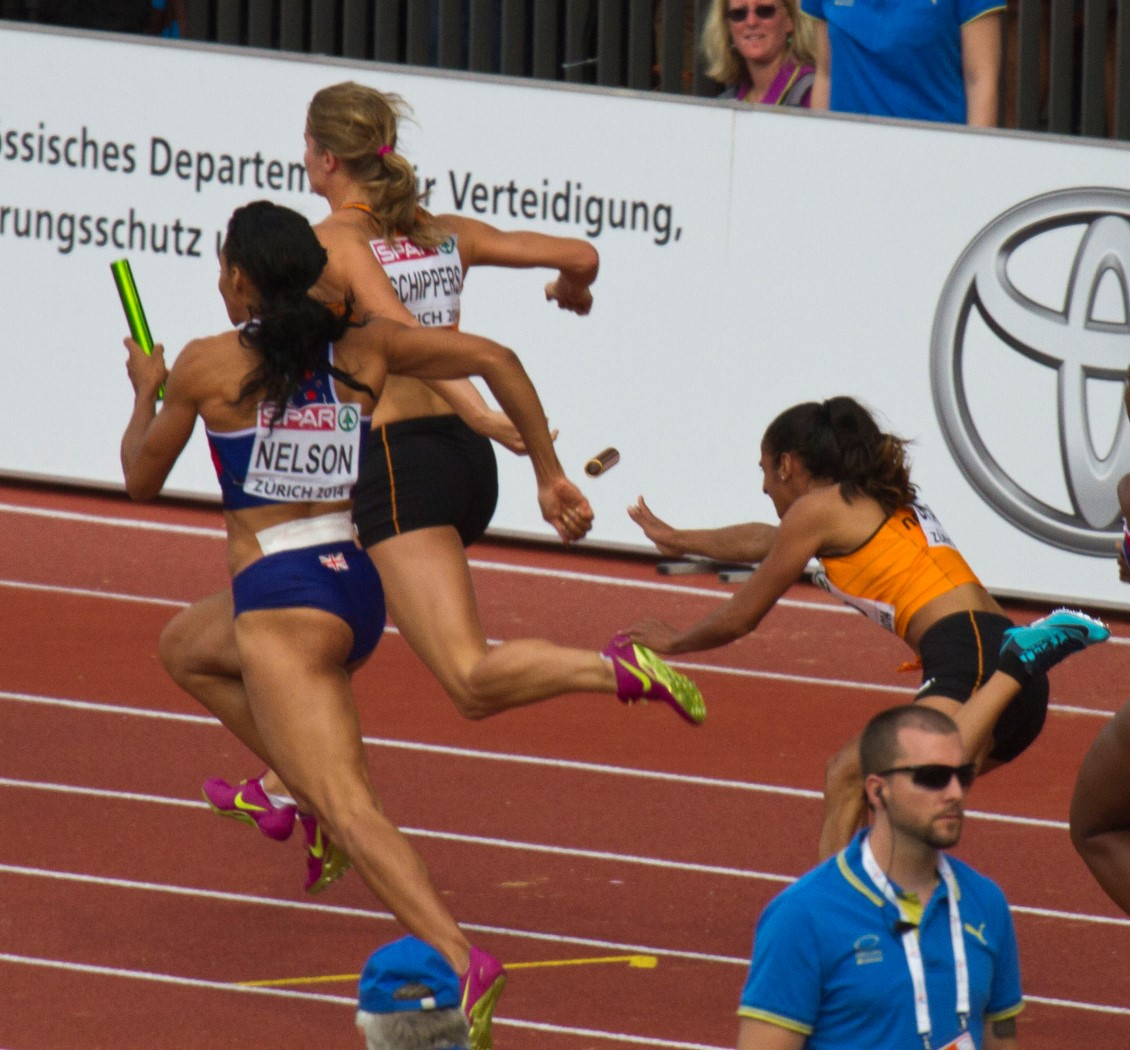
Stabverlust der niederländischen Staffel beim ersten Wechsel – Madiea Ghafoor auf Dafne Schippers (links:die zweite britische Läuferin Ashleigh Nelson)

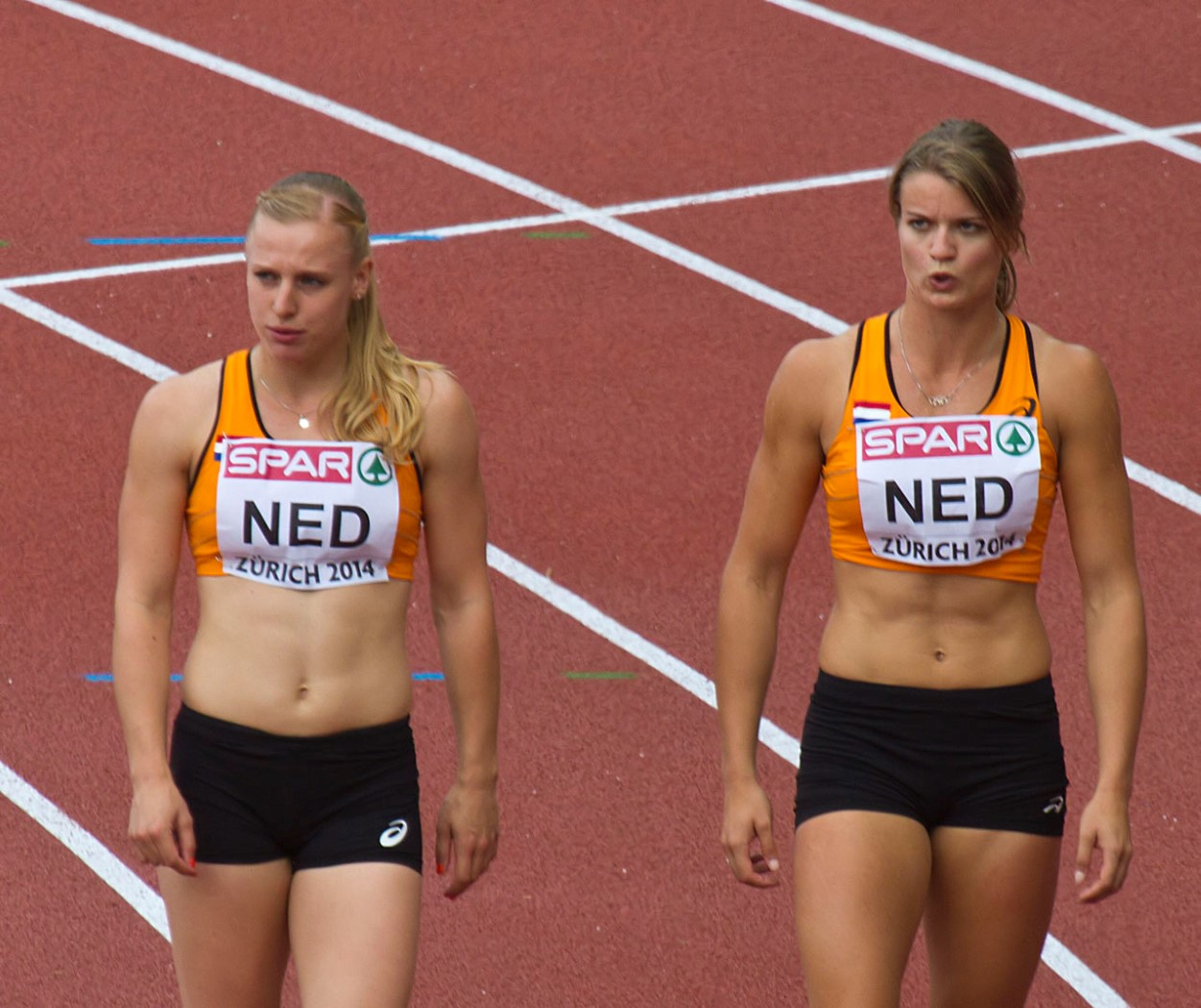
Madiea Ghafoor (links) und Dafne Schippers

17. August 2014, 17:22 Uhr
| Platz | Staffel        | Besetzung                                                                                            | Zeit (s)                                                                                 |
| ----- | -------------- | --- | ---------------------------------------------------------------------------------------- |
| 1     | Großbritannien | Asha Philip Ashleigh Nelson Jodie Williams (Finale) Desiree Henry im Vorlauf außerdem: Anyika Onuora | 0042,24 EL/NR                                                                            |
| 2     | Frankreich     | Céline Distel-Bonnet Ayodelé Ikuesan Myriam Soumaré Stella Akakpo                                    | 0042,45                                                                                  |
| 3     | Russland       | Marina Pantelejewa Natalja Russakowa Jelisaweta Sawlinis Kristina Siwkowa                            | 0043,22                                                                                  |
| 4     | Italien        | Marzia Caravelli Irene Siragusa Martina Amidei Audrey Alloh                                          | 0043,26                                                                                  |
| 5     | Ukraine        | Ksenija Karandjuk Natalija Strohowa Olessja Powch Natalija Pohrebnjak                                | 0043,58                                                                                  |
| 6     | Schweden       | Irene Ekelund Isabelle Eurenius Daniella Busk Pernilla Nilsson                                       | 0044,36                                                                                  |
| DNF   | Niederlande    | Madiea Ghafoor Dafne Schippers Tessa van Schagen Jamile Samuel                                       | IWR 170, TR24.5 Stabverlust (erster Wechsel)                                             |
| DNF   | Schweiz        | Mujinga Kambundji Marisa Lavanchy Ellen Sprunger Léa Sprunger                                        | IWR 170, TR24.5 Stabverlust durch Startläuferin Mujinga Kambundji nach wenigen Schritten |

## Videolink
- European Athletics Championships 2014 GB women set 4x100m relay record, youtube.com, abgerufen am 14. März 2023